# La gran impostura
La gran impostura (ISBN 84-9734-058-2) es un libro escrito por Thierry Meyssan que afirma que los atentados del 11 de septiembre de 2001 fueron un atentado de falsa bandera perpetrado por los Estados Unidos y denuncia el fin de la democracia norteamericana, así como la instauración de un régimen militar expansionista. El libro ha sido traducido a 27 lenguas, y tras su publicación, la controvertida obra ha sido comentada y desmentida por varios periódicos y libros.

## La tesis del autor
Este libro cuestiona la versión oficial norteamericana de lo sucedido.
Primera parte de la obra: «Una escenificación sangrienta»
- Los atentados de las Torres Gemelas  y Pentágono han sido obra de una parte del propio gobierno estadounidense, complot interno destinado a modificar las opiniones y a forzar el curso de los acontecimientos.

Segunda parte: «Muerte de la democracia en Estados Unidos»
- La guerra de Afganistán no fue una respuesta a los atentados del 11 de septiembre, sino que estaba preparada desde mucho antes en coordinación con los británicos. El presidente Bush se apoyó en grupos evangélicos para lanzar una cruzada contra el Islam, según la estrategia llamada «choque de civilizaciones». La «guerra contra el terrorismo» es una artimaña para suspender las libertades individuales en los Estados Unidos y luego en los países aliados, para instaurar así una forma de régimen militar.

Tercera parte: «El imperio ataca»
- Osama Bin Laden es una fabricación de la CIA y no ha dejado nunca de trabajar para los servicios secretos norteamericanos. La familia Bin Laden y la familia Bush administraban juntas su patrimonio mediante el Carlyle Group. El gobierno de los Estados Unidos ha sido confiscado por algunos grupos industriales (armamento, petróleo, farmacia) cuyos intereses defienden en detrimento de todos. La CIA desarrolla un programa de injerencia a todos los niveles que incluye el recurso a la tortura y al asesinato político.

## La controversia

### Crítica general
Las tesis o hipótesis presentadas en el libro son muy discutidas y su contenido general puede ser visto, especialmente por quienes han sido afectados directa o indirectamente por los atentados, como muy chocantes. Otras familias de víctimas, por el contrario, ven en el libro una investigación creíble que las ha conducido a entablar procesos judiciales contra la administración Bush (casos pleiteados por Philip Berg en Nueva York).
Un sector de los especialistas minimiza el análisis de Thierry Meyssan, del cual impugnan la verosimilitud, hablando de «teoría del complot», expresión que, sin embargo, no tiene el mismo sentido para todos. En Europa hace referencia a la teoría del complot judío desarrollada por los nazis para construirse un chivo expiatorio y que condujo a la Shoah. En los Estados Unidos a una corriente política según la cual el gobierno federal persigue objetivos ocultos y no deja de manipular a la opinión.
Para el diario Le Monde, el éxito de Thierry Meyssan se debe ante todo al inteligente uso de Internet que le ha permitido presentarse como periodista y llegar a un vasto público liberándose de las reglas elementales de la profesión (editorial del 21 de marzo de 2002). Sin embargo, es respetado por una amplia red de periodistas y medios internacionales alternativos, cuya postura escapa de las esferas de los grandes medios internacionales. 
En cuanto a los periodistas, Guillaume Dasquié y Jean Guisnel, irritados por lo que consideran una estafa intelectual, publicaron el libro L'Effroyable mensonge: thèses et foutaises sur le 11 septembre (La terrible mentira: tesis y tonterías sobre el 11 de septiembre) en el que atribuyen una contradicción a Thierry Meyssan, acusándolo de ligereza, mentira y falta total de profesionalismo. Fiammetta Venner, ensayista, escribió L'Effroyable imposteur, quelques vérités sur Thierry Meyssan (El terrible impostor, algunas verdades sobre Thierry Meyssan), una obra muy crítica sobre Thierry Meyssan, pero que, al escoger el ataque personal, puede hacer pensar en lo difícil de refutar sus teorías. La cadena de televisión franco-alemana Arte dedicó un programa especial a denunciar el antinorteamericanismo de Thierry Meyssan y de sus lectores en los medios extremistas tanto de derecha como de izquierda. Uno de los documentales presentados en dicho programa dio lugar al libro de Antoine Vitkine, Los nuevos impostores. 
No puede negarse que los Estados Unidos tienen serios oponentes en el mundo y pretender que los atentados se deben a un complot interno le es extremadamente perjudicial. El FBI, el Departamento de Defensa y el Departamento de Estado, uno tras otro, publicaron comunicados oficiales, e incluso un folleto, en los que condenaban el trabajo de Thierry Meyssan.
La tesis de Thierry Meyssan continúa teniendo adeptos. En España, El País elogió La Gran Impostura, cuya versión en español fue publicada por El Mundo. En Inglaterra, el exministro de Ecología, Michael Maecher, se hizo eco de la tesis. En Alemania, el exministro de Investigación, Andreas von Bülow, también le dedicó un libro, entre otros.
Sin embargo, es sobre todo en el mundo árabe donde las tesis de Thierry Meyssan han encontrado un eco favorable. Una edición árabe de La Gran Impostura fue publicada por el jeque Zayed (presidente de los Emiratos Árabes Unidos) y ofrecida a 5 000 grandes líderes de opinión árabes. Su difusión contó con el apoyo de la Liga Árabe y del Consejo de Cooperación del Golfo. Asimismo, en Rusia la televisión estatal dedicó una serie de programas a exponer las teorías de Thierry Meyssan. El general Leonid Ivashov, quien era jefe del Estado Mayor de los ejércitos rusos el 11 de septiembre, le brindó su decidido apoyo al pasar a retiro.
En los Estados Unidos, el hecho de que la Comisión Investigadora oficial se haya negado a escuchar a Thierry Meyssan y a responder a sus argumentos estimuló a los seguidores de Meyssan. Entre ellos, no debe dejar de citarse al multimillonario Jimmy Walter, al profesor de filosofía David Ray Griffin e incluso a un exasesor del presidente George W. Bush, Morgan Reynolds.
Es de señalar que, en dependencia de los países, la polémica se ha situado en diferentes pasajes del libro. En Europa y en Estados Unidos, es sobre todo el capítulo dedicado al Pentágono el que ha sido criticado, aunque sólo le corresponden 16 páginas de la obra. En el mundo árabe, es la cuestión de saber si Bin Laden es un islamista independiente o un agente de la CIA la que se debate, mientras que en Rusia y en América Latina la atención se centra en la evolución de Estados Unidos hacia un posible régimen militar expansionista, apoyado por los procesos históricos de apoyo imperialista a los gobiernos de facto entre los años 60 y 80 en toda la región.
Según estadísticas del Departamento de Seguridad de la Patria, de junio de 2005, más de 3 000 obras habrían sido publicadas en el mundo para discutir las tesis de Thierry Meyssan, de las cuales, dos terceras partes le merecen críticas favorables.

### Acerca del atentado al Pentágono
En La Gran Impostura, el autor se limita a afirmar, a partir de varias evidencias, que la versión oficial del avión secuestrado y que se estrelló contra el edificio sería absurda. La explicación de lo sucedido, sin embargo, se desarrolla con mayor profundidad en otra obra de su autoría: Le Pentagate, en la que afirma que el atentado fue realizado con un misil.
Le parece imposible que: 
- a) Los sistemas de intercepción aérea no hayan tenido tiempo de intervenir.
- b) Los sistemas automáticos de defensa antiaérea del Pentágono no hayan sido accionados.
- c) La trayectoria del aparato sugiere que avanzó a ras de suelo a través de 500 km.
- d) Ningún resto del aparato, ni siquiera los reactores, haya sido encontrado en el exterior del edificio pese a las fotografías existentes de dichos restos.
- e) Los bomberos no hayan encontrado ningún elemento relacionado con un Boeing.
- f) Sobre todo, el boquete que abrió la aeronave al impactar el Pentágono es demasiado estrecho para el fuselaje de un Boeing y ni que decir de las alas y turbinas.

Para completar esta tesis, quedaría explicar la desaparición del avión que, según la tesis oficial norteamericana, se estrelló en el Pentágono. Por lo demás, la tesis oficial es refutada por la FAA (Federación de Aviación Civil), para la cual el avión desapareció sobre una reserva natural a 500 km de Washington, sin nunca más reaparecer en las pantallas de los radares.
Siempre según Thierry Meyssan, es incomprensible que las autoridades no hayan proporcionado un video, siendo que el Pentágono está rodeado de cámaras de vigilancia. Sólo dos meses más tarde, y presionado por la prensa norteamericana, el FBI entregó una grabación de pésima calidad a la CNN (el video es tomado lateralmente) en el que no se ve ningún avión, sino únicamente un rápido haz luminoso y luego una explosión del edificio.
Según los oficiales, el avión se desintegró completamente, lo que permite a Meyssan ironizar acerca de una «desmaterialización» de ciencia ficción. Ni caja negra ni ningún otro elemento del aparato habrían sido recuperados. Por el contrario, en el piso superior del Pentágono, exactamente encima del lugar donde se estrelló el aparato, se ven diferentes materiales de oficina intactos, como asientos, libros o buroes. Según sus mismas observaciones, el césped del Pentágono aparece intacto después de la explosión.
Según un "experto" anónimo citado por Le Monde, todo ello es perfectamente explicable: «El impacto se produjo con extrema energía, lo que provocó la pulverización del aparato y que ardiera inmediatamente. A diferencia de los autos, los aviones se componen fundamentalmente de aluminio, cuyo punto de fusión es alrededor de los 600 °C, de ahí que las estructuras del aparato pudieran fundirse» («Un avion a bel et bien frappé le Pentagone», Le Monde, 21 de marzo de 2002). Sin embargo, no existen registros de un avión pulverizado y, además, quedaría aún por explicar que sucedió con la enorme masa de aluminio fundido, y con las grandes piezas de titanio y acero que componen los motores.

### Acerca del World Trade Center
Según Thierry Meyssan, es extraño el desplome perfectamente vertical de las Torres Gemelas (Torres 1 y 2) y de la Torre 7, dado que los bomberos atestiguan que las explosiones se produjeron en cadena. Este tipo de desplome no se ha producido nunca en el caso de torres por el único efecto de las llamas, lo que le hace pensar en un trabajo de ingenieros altamente especializados en destrucción de torres mediante explosivos.
En enero de 2004, Larry Silverstein, arrendatario del World Trade Center, explicó a la televisión que la Torre 7 del WTC fue destruida voluntariamente por temor a agravar los daños ya considerables del World Trade Center.
Algunos días antes de los atentados, grandes sumas apostaron por la caída de las acciones de las compañías aéreas en la bolsa de Wall Street...
En la revista The Open Chemical Physics Journal, 2009, 2, se ha publicado en abril de este año un artículo titulado: “ Active Thermitic Material Discovered in Dust from the 9/11 World Trade Center Castastrophe ” (algo así como: “Material de thermita activa descubierto en el polvo de la catástrofe del WTC del 11-S”). En él se explica que, tras un año y medio de investigaciones en el laboratorio, se han encontrado partículas de un explosivo llamado “nano-thermite” en cuatro muestras del polvo generado por el hundimiento de los edificios del World Trade Center, recogidas en cuatro puntos diferentes de Manhattan justo después de los atentados. El artículo va acompañado de fotografías de las partículas de los explosivos, algunas de las cuales son de un milímetro de tamaño y, por tanto, observables a simple vista. El trabajo está firmado por un equipo de nueve científicos dirigidos por Niels H. Harrit., profesor del Departamento de Química de la Universidad de Copenhague. Su publicación causó un gran revuelo en Dinamarca.

### Alrededor de la política de George W. Bush
En una entrevista al diario saudita Al Watan, Meyssan llegó a comparar el 11 de septiembre con el Incendio del Reichstag por los nazis, lo que permitió a Hitler designar a los comunistas búlgaros como los chivos expiatorios e instaurar una dictadura bajo el pretexto de la defensa de la democracia frente al terrorismo.
En un dossier del semanario mexicano Proceso, retomado en el Capítulo 8 de La Gran Impostura, Meyssan acusa a la familia Bush de tener numerosos negocios en común con la familia Bin Laden y de que las finanzas de ambas familias son administrados por el Carlyle Group, imputación que es retomada en el Congreso de los Estados Unidos por Cynthia McKiney, representante negra por Georgia. Desde entonces, la familia Bin Laden ha publicado numerosos comunicados para deslindarse de Osama y para dar a conocer que abandonaba el Carlyle Group.
El realizador Michael Moore se inspiró de La Gran Impostura para realizar su película Fahrenheit 9/11. Sin embargo, ambos autores, difieren ampliamente en cuanto a la interpretación del papel de los sauditas que Moore considera implicados en la realización de los atentados.